# Stefan Schramm
Stefan Schramm (* 2. Mai 1991 in Suhl) ist ein deutscher Chemiker und Professor für organische Chemie an der Hochschule für Technik und Wirtschaft Dresden (HTW Dresden). Seine Forschung konzentriert sich auf neue lumineszierende organische Materialien insbesondere Heterozyklen und deren Anwendungen in der organischen Elektronik, analytischen Chemie und Photochemie.

## Leben
Schramm studierte Chemie im Arbeitskreis von Rainer Beckert an der Friedrich-Schiller-Universität Jena und promovierte dort 2016 über die Chemilumineszenz der 2-Cumaranone. Darauf folgten eine PostDoc-Zeit an der New York University Abu Dhabi bei Pance Naumov und mehrere Auslandsaufenthalte, unter anderem am National Institute of Advanced Industrial Science (AIST), Japan und der Harvard University, USA.
Zwischen 2019 und 2024 war er als Laborleiter und Wissenschaftlicher Experte in der Entwicklung neuer Farbkonverter, der chemischen Prozessentwicklung und der OLED-Materialentwicklung bei der BASF SE und Merck KGaA tätig. 2024 folgte er einem Ruf als Professor für Angewandte Organische Chemie an die HTW Dresden.

## Werk
Zu seinen Forschungsschwerpunkten zählten neue lumineszente Moleküle, Heterocyclen-Synthesen, Materialwissenschaften (funktionelle Farbstoffe) und biologisch inspirierte organische lichtemittierender Moleküle (BiOLEMs) für nachhaltige und umweltfreundliche OLED-Technologien. Schramm ist Autor von über 50 wissenschaftlichen Publikationen und Preisträger mehrerer akademischer Auszeichnungen z. B. dem Marlene DeLuca Award für herausragende Beiträge zum Gebiet der Chemilumineszenz und Biolumineszenz oder dem Alan-Roy-Katritzky Preis für heterozyklische und synthetische organische Chemie.

## Veröffentlichungen (Auswahl)
- S. Schramm, I. Navizet, P. Naumov, N. K. Nath, R. Berraud-Pache, P. Oesau, D. Weiss, R. Beckert: The Light Emitter of the 2-Coumaranone Chemiluminescence: Theoretical and Experimental Elucidation of a Possible Model for Bioluminescent Systems, European Journal of Organic Chemistry 2016, 2016, 678-681. DOI: 10.1002/ejoc.201501515
- S. Schramm, I. Navizet, D. Prasad Karothu, P. Oesau, V. Bensmann, D. Weiss, R. Beckert, P. Naumov: Mechanistic investigations of the 2-coumaranone chemiluminescence, Physical Chemistry Chemical Physics 2017, 19, 22852-22859. DOI: 10.1039/C7CP03425C
- S. Schramm, D. P. Karothu, G. Raj, S. P. Laptenok, K. M. Solntsev, P. Naumov: Turning on Solid-State Fluorescence with Light, Angewandte Chemie International Edition 2018, 57, 9538-9542. DOI: 10.1002/anie.201803424
- L. Catalano, D. P. Karothu, S. Schramm, E. Ahmed, R. Rezgui, T.J. Barber, A. Famulari, P. Naumov: Dual-Mode Light Transduction through a Plastically Bendable Organic Crystal as an Optical Waveguide, Angewandte Chemie International Edition 2018, 52, 17254-17258. DOI: 10.1002/anie.201810514
- S. Schramm, D. P. Karothu, N. M. Lui, P. Commins, E. Ahmed, L. Catalano, L. Li, J. Weston, T. Moriwaki, K. M. Solntsev, P. Naumov: Thermochemiluminescent peroxide crystals, Nature Communications 2019, 10. DOI: 10.1038/s41467-019-08816-8
- S. Schramm, M. B. Al‐Handawi, D. P. Karothu, A. Kurlevskaya, P. Commins, Y. Mitani, C. Wu, Y. Ohmiya, P. Naumov: Mechanically Assisted Bioluminescence with Natural Luciferase, Angewandte Chemie International Edition 2020, 59, 16485-16489. DOI: 10.1002/anie.202007440
- S. Schramm, D. Weiß: Bioluminescence – The Vibrant Glow of Nature and its Chemical Mechanisms, ChemBioChem 2024, 25, e202400106. DOI: 10.1002/cbic.202400106